# Bell 412
Bell 412 – amerykański lekki śmigłowiec wielozadaniowy skonstruowany przez firmę Bell pod koniec lat 70., wersja rozwojowa Bella 212. Łącznie zbudowano prawie 900 śmigłowców tego typu, są użytkowane w kilkunastu krajach. Nadal jest w produkcji.

## Wersje
- 412 (silniki Pratt & Whitney Canada PT6T-3B)
- 412SP (Special Performance, silniki P&WC PT6T-3BF)
- 412HP (High Performance od 1991, silniki P&WC PT6T-3BG/3D)
- 412EP (Enhanced Performance, silniki P&WC PT6T-3DF)
- 412EPI (Enhanced Performance, silniki P&WC PT6T-9)[2]

Produkowane na licencji
- Bell Canada CH-146 Griffon (412CF, 100 sztuk dla Canadian Forces w latach 1992–1998, silniki PT6T-3D)
- Agusta-Bell AB 412/AB 412EP (Włoska Agusta, wersje cywilne i dla wojska)
- IPTN NBell 412 (w Indonezji przez IPTN, licencja na 100 sztuk)

## Bell 412 w polskich służbach

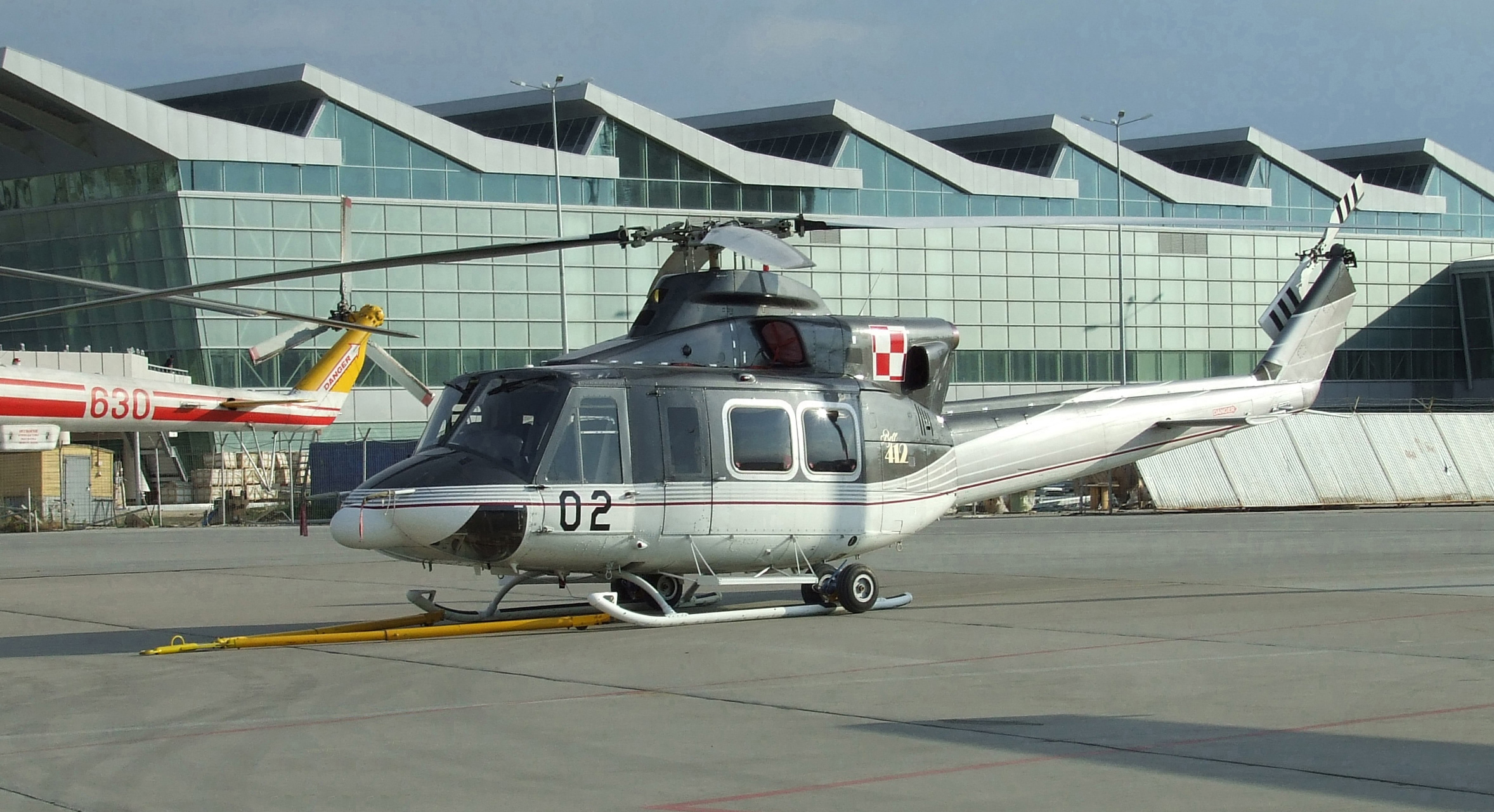
Bell 412 HP w barwach Sił Powietrznych, rok 2006

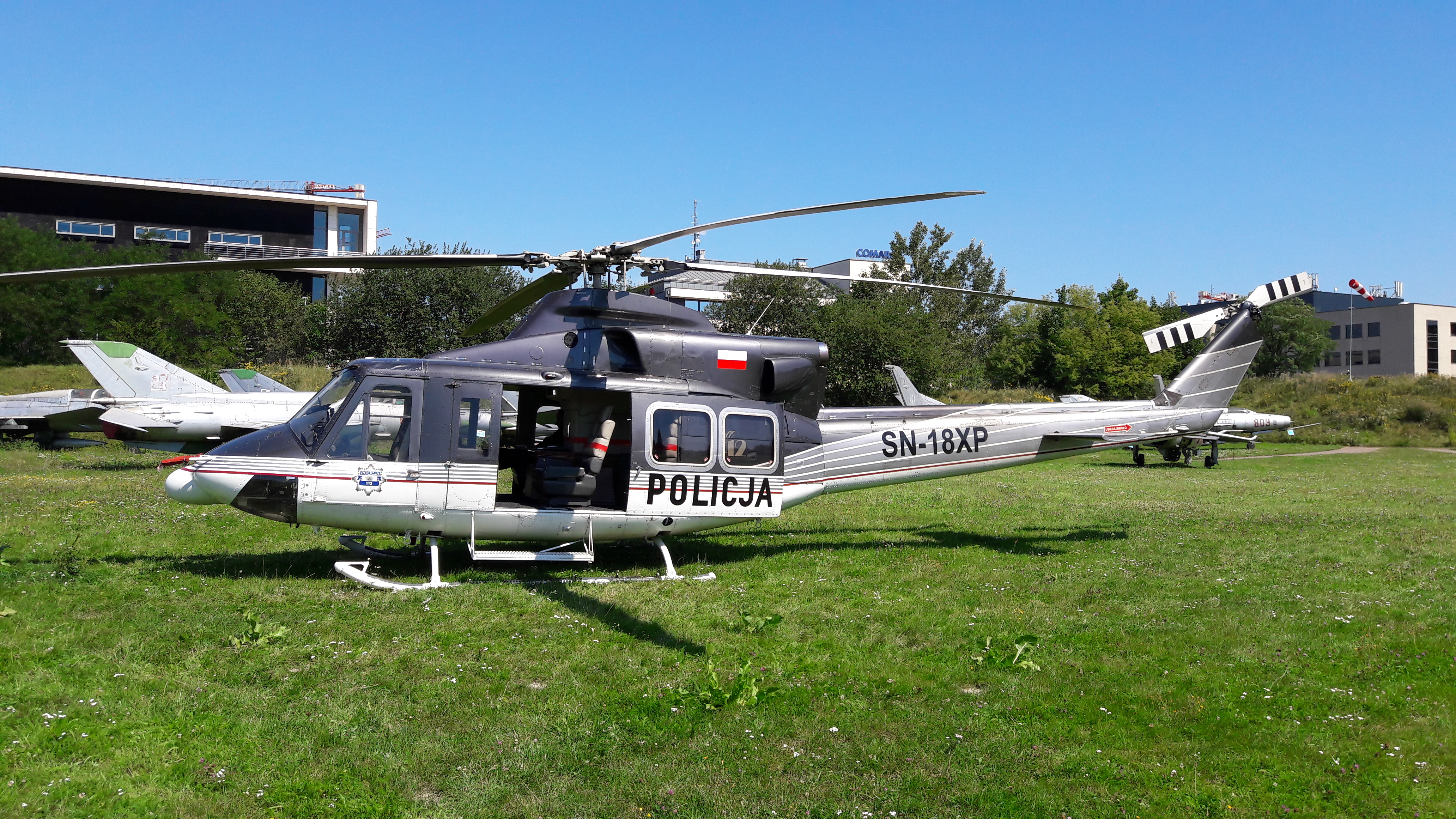
Bell 412, SN-18XP, w barwach Policji, w 2016, na lądowisku w Muzeum Lotnictwa Polskiego w Krakowie

Wojsko Polskie używało trzech egzemplarzy śmigłowca Bell 412. Pierwsze dwa: 412SP (numer boczny 01, z podwoziem kołowym i bardzo bogatym, „bizantyjskim” wyposażeniem) oraz 412HP (numer boczny 02) wypożyczono w roku 1991 na czas wizyty papieża Jana Pawła II. Po wizycie śmigłowiec 412HP numer boczny 02 zwrócono.
W roku 1993 do Sił Powietrznych trafił śmigłowiec Bell 412HP (numer boczny 02) zastąpił Bella 412SP (numer boczny 01). Używany był przez 36 Specjalny Pułk Lotnictwa Transportowego do przewozu VIP-ów. Podczas realizacji zadań dla 36 pułku w latach 1993–2011 śmigłowiec nr 02 spędził w powietrzu niecałe 3000 godzin.
Pod koniec 2011 roku w związku z likwidacją pułku śmigłowiec przekazano Policji. Z uwagi na brak potrzebnych środków na potrzebny remont śmigłowiec długo nie był użytkowany i stał w hangarze Centralnej Bazy Zarządu Lotnictwa Policji Głównego Sztabu Policji Komendy Głównej Policji w Warszawie.
Potrzebne środki Policja otrzymała dopiero po roku. Niezbędny remont rozpoczęto w listopadzie 2012 roku i miał się on zakończyć w styczniu 2013 roku.
W grudniu 2024 roku śmigłowiec należący do Policji został przekazany do Charkowskiego Narodowego Uniwersytetu Spraw Wewnętrznych w Ukrainie. Śmigłowiec wraz z dwoma Mi-8 ma służyć do ćwiczeń i zajęć przyszłych pilotów szkolonych w tej uczelni.

## Najwięksi użytkownicy
- Botswana: 5× 412SP, 2× 412EP
- Chile (FACh): 14× 412EP
- Indonezja (armia i marynarka): 42× 412EP (+16)
- Kanada (RCAF): 100× CH-146 (85 w służbie)
- Meksyk (FAM): 11× 412
- Norwegia (Luftforsvaret): 19× 412SP (18 w służbie)
- Pakistan (armia): 30× 412EP, 1× 412EP (PAF)
- Słowenia (BRZOL): 8× 412EP
- Sri Lanka (SLAF): 14× 412EP
- Tajlandia (RTAF): 11× 412EP/SP
- Wielka Brytania (RAF):  11× Griffin HT1, 4× Griffin HAR2 (412EP)
- Włochy (armia): 23× AB 412
- Zimbabwe (siły powietrzne): 8× AB 412SP